# Phacochoerus
Phacochoerus là một chi động vật có vú trong họ Suidae, bộ Artiodactyla. Chi này được F. Cuvier miêu tả năm 1826. Loài điển hình của chi này là Aper aethiopicus Pallas, 1766.

## Hình ảnh

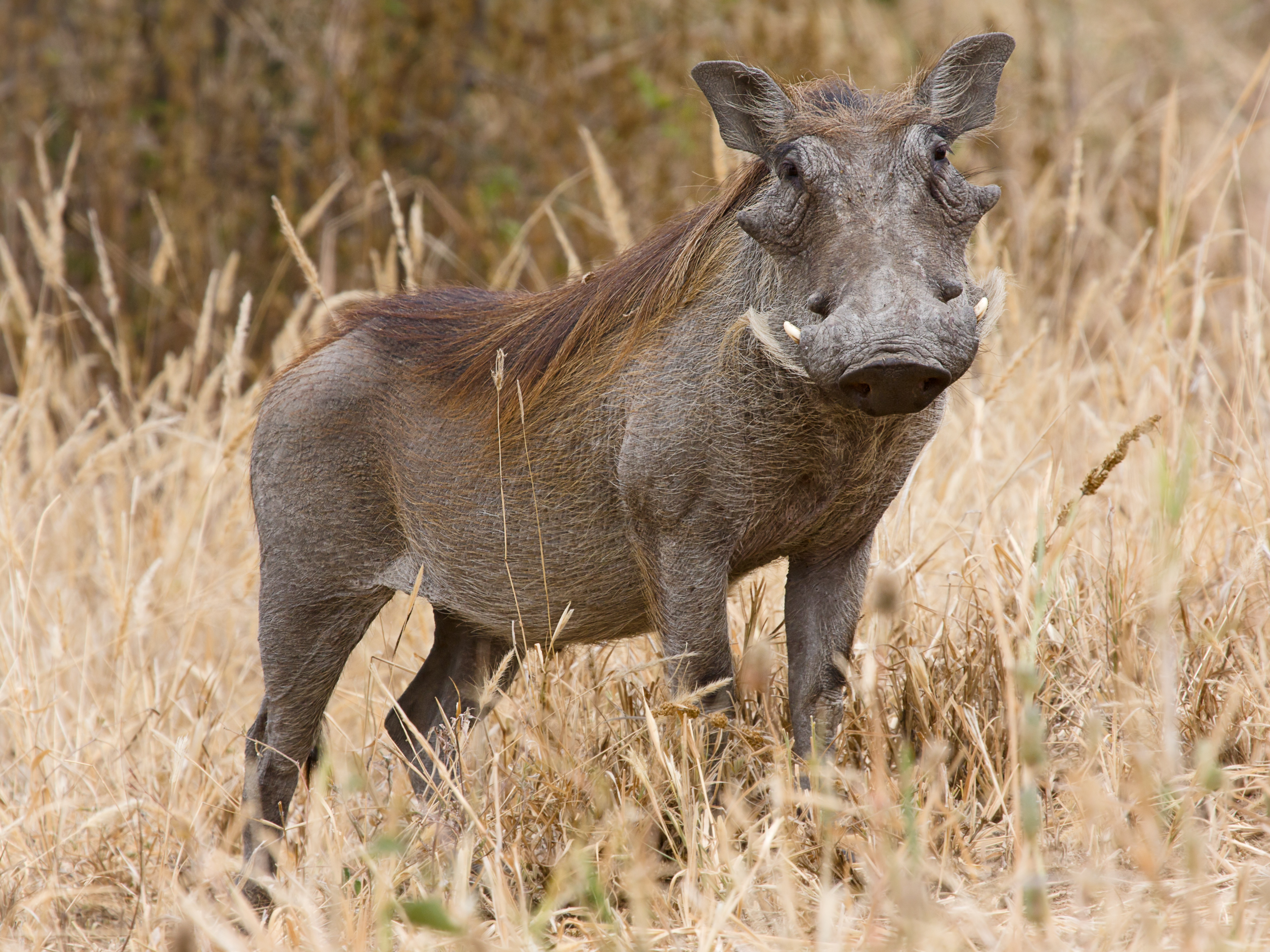
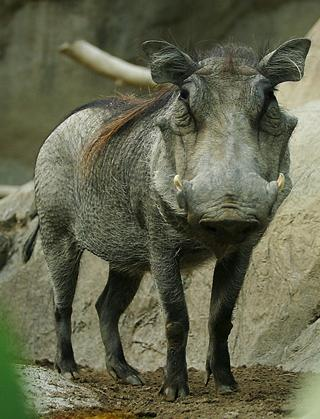
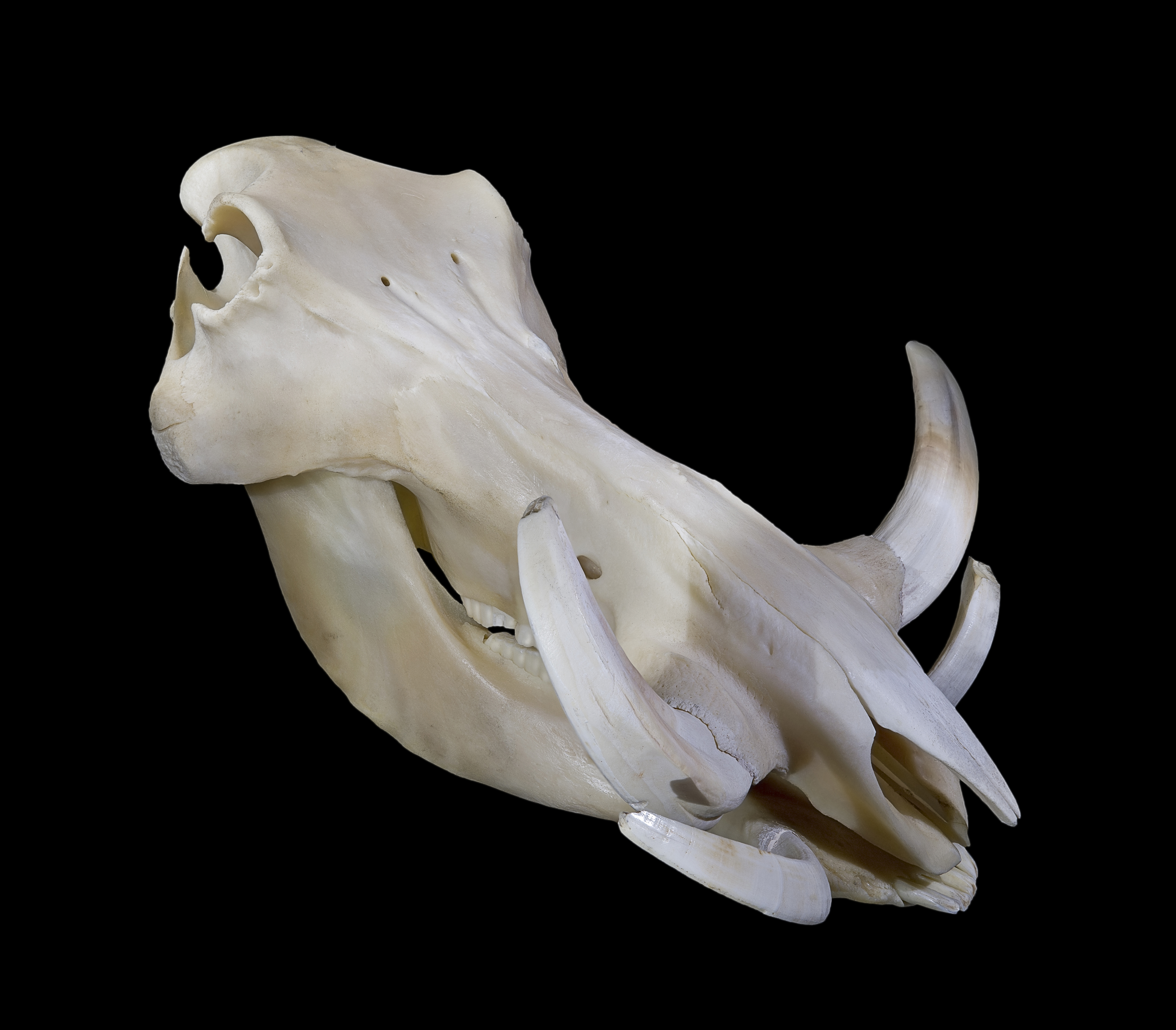
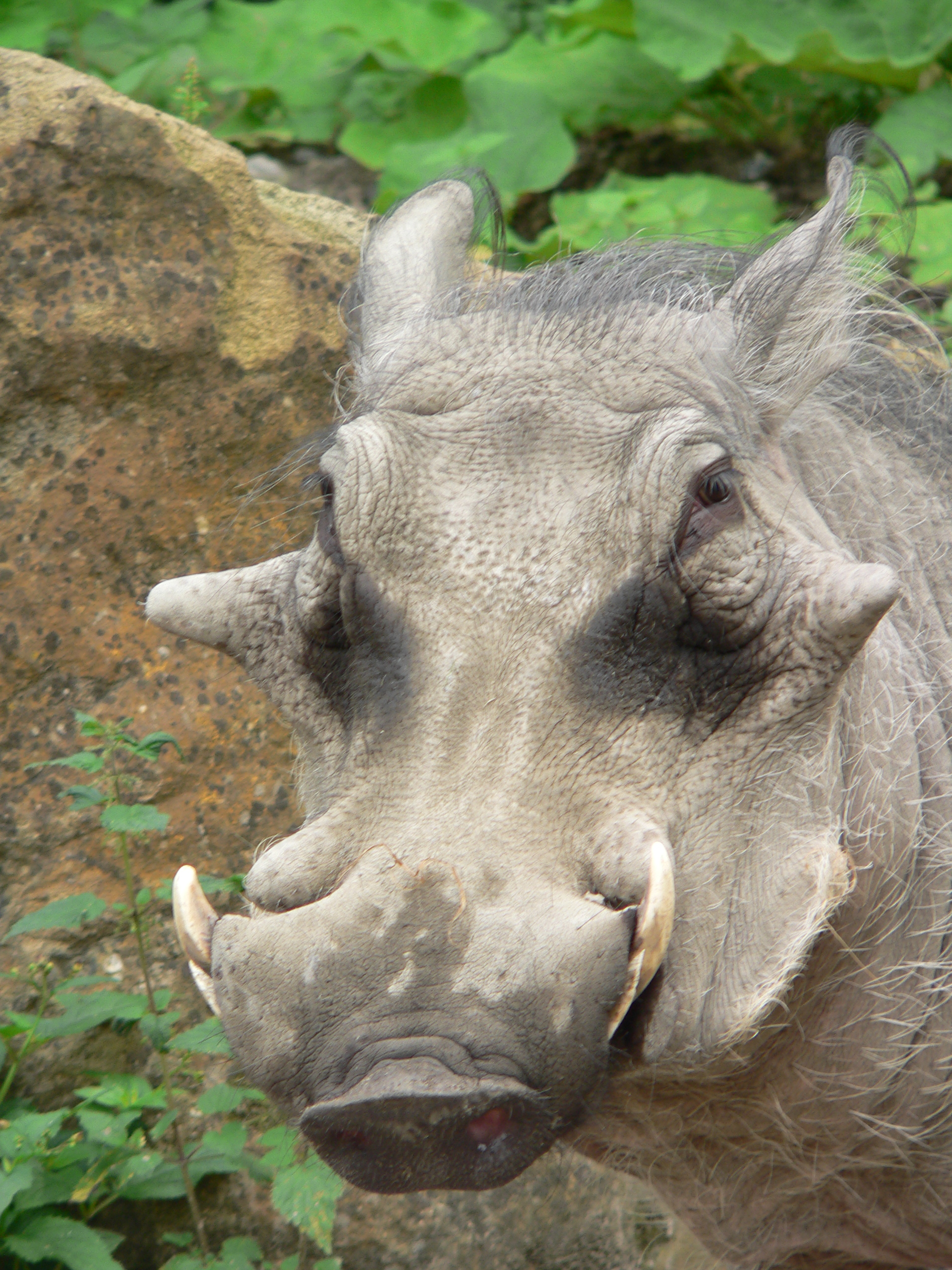

## Các loài
Chi này gồm các loài:
- Phacochoerus africanus
- Phacochoerus aethiopicus